# Масал-ду-Шан
Масал-ду-Шан (порт. Maçal do Chão)  —  район (фрегезия) в Португалии,  входит в округ Гуарда. Является составной частью муниципалитета  Селорику-да-Бейра. По старому административному делению входил в провинцию Бейра-Алта. Входит в экономико-статистический  субрегион Бейра-Интериор-Норте, который входит в Центральный регион. Население составляет 192 человека на 2001 год. Занимает площадь 15,49 км².